# Rejon mieleuzowski
Rejon mieleuzowski (ros. Мелеузовский район) – jeden z 54 rejonów w Baszkirii. Stolicą regionu jest Mieleuz.
100% populacji stanowi ludność wiejska, ponieważ w regionie nie ma żadnego miasta.